# آنگلو-آمریکا
 آنگلو-آمریکا (Anglo-America) (همچنین به عنوان آمریکای آنگلوساکسون Anglo-Saxon America هم نامیده می‌شود) اغلب به یک منطقه در قاره آمریکا گفته می‌شود که زبان اصلی رایج در آن انگلیسی زبان اصلی است و فرهنگ مردمان آن برگرفته از فرهنگ بریتانیایی و امپراتوری بریتانیا است. آنگلوآمریکا از آمریکای لاتین، که منطقه‌ای از آمریکا است که زبان‌های رومی (اسپانیایی، پرتغالی و فرانسوی) در آن شایع است، متمایز است.

## منطقه جغرافیایی
اصطلاح آنگلو-آمریکا به‌طور خاص به ایالات متحده و کانادا اشره دارد که تا کنون دو کشور پرجمعیت انگلیسی زبان در آمریکای شمالی هستند. مناطق دیگر شامل کشورهای آنگلو-کارائیب می‌شود که عبارتند از: هند غربی بریتانیا، بلیز، برمودا و گویان.
با این وجود، دو سرزمین قابل توجه که دارای جمعیت غالب غیر انگلیسی هستند، اغلب به دلایل غیر زبانشناختی در گروه آنگلو آمریکا قرار دارند. در کانادا، استان فرانکفون کبک، آکادی در نیوبرانزویک و بخشی از منطقه کوکران بعضی اوقات به دلایل فرهنگی، اقتصادی و سیاسی بخشی از آنگلو-امریکا در نظر گرفته می‌شوند. به همین ترتیب، منطقه اسپانیایی زبان پورتوریکو بخشی از آنگلو آمریکا به‌شمار می‌رود، زیرا بخش غیریکپارچه ای از ایالات متحده است. برعکس، سن یوستیشس، سن مارتن و سیبا، به رغم اکثریت زبان انگلیسی خود، به‌طور کلی در انگلو آمریکا قرار نمی‌گیرند، زیرا آنها کشورهای قلمرو پادشاهی هلند هستند.